# Plumapathes
Plumapathes is een geslacht van neteldieren uit de klasse van de Anthozoa (bloemdieren).

## Soorten
- Plumapathes fernandezi (Pourtalès, 1874)
- Plumapathes pennacea (Pallas, 1766)